# Syzygium laurifolium
Syzygium laurifolium là một loài thực vật có hoa trong Họ Đào kim nương. Loài này được (DC.) N.P.Balakr. miêu tả khoa học đầu tiên năm 1980.